# Nagroda Literacka „Nike”
Nagroda Literacka „Nike” – polska nagroda literacka za książkę roku przyznawana od 1997. Jej celem jest promocja polskiej literatury współczesnej, ze szczególnym uwzględnieniem powieści. Fundatorami nagrody są „Gazeta Wyborcza” i Fundacja Agory.

## Historia powstania
Nagroda powstała w 1997, na wzór brytyjskiego Bookera,  z inspiracji Henryki Bochniarz, która namówiła Adama Michnika do zaangażowania się w projekt i przez pierwsze dziesięć edycji była współfundatorem nagrody razem z „Gazetą Wyborczą”.

## Zasady przyznawania nagrody i jej forma
Konkurs obejmuje tylko autorów żyjących. W konkursie mogą brać udział wszystkie gatunki literackie – poezja, dramat i proza (w tym autobiografie, eseje, pamiętniki) – oraz humanistyka o wybitnych wartościach literackich. Nagrody nie można podzielić lub nie przyznać; w konkursie nie mogą brać udziału opracowania lub prace zbiorowe. Laureat nagrody wyłaniany jest w trójetapowym konkursie, który trwa od maja do października. Pierwszy etap to przyznanie przez jury 20 nominacji, spośród zgłoszonych przez wydawców książek (za formalne zgłoszenie uważane jest przesłanie dziesięciu egzemplarzy zgłaszanego tytułu na adres Fundacji Nagrody Literackiej "Nike" wraz z listą zgłaszanych książek na adres mailowy sekretarza kapituły nagrody), następnie wybór siedmiu finalistów i z tej grupy wyłaniany jest zwycięzca. Wyboru laureata Nike dokonuje jury na posiedzeniu w dniu wręczenia nagrody, w pierwszą niedzielę października.
Nagroda Literacka „Nike”, przyznawana za pojedynczą książkę, zaliczana jest do freestylowych nagród literackich, luźno zdefiniowanych regulaminowo. Postrzegana jest jako nagroda będąca „sprężyną dla książek niełatwych”.
Autor nagrodzonej książki otrzymuje statuetkę Nike zaprojektowaną przez Gustawa Zemłę oraz nagrodę pieniężną w wysokości 100 tys. złotych. Fundatorami nagrody są „Gazeta Wyborcza” i Fundacja Agory.

### Kontrowersje
Jesienią 2014 socjolożka i krytyczka literacka Kinga Dunin, sygnalizując potencjalny konflikt interesów, postawiła publicznie zarzut, że wpływ na werdykt jury mogą mieć związki towarzyskie jego członków z nominowanymi autorami. Oświadczenie Dunin było pokłosiem konfliktu feministki z Ignacym Karpowiczem na tle obyczajowo-finansowym. Karpowicz był nominowany w 2014 za powieść pt. Ości, zaś sekretarzem nagrody w tym czasie był jego partner życiowy – Juliusz Kurkiewicz. Organizatorzy wielokrotnie zapewniali z kolei, że sposób wybierania finalistów, a następnie laureata nagrody Nike jest całkowicie obiektywny, a żadne inne przesłanki, które nie dotyczą analizowanego dzieła literackiego, nie mają znaczenia dla żadnej decyzji. Mimo to co jakiś czas pojawiają się sceptyczne głosy odnoszące się do sposobu wyłaniania zwycięzców Nike. Z drugiej strony podobne opinie można spotkać w zakresie przyznawania literackiej Nagrody Nobla. Często mogą mieć one swoje korzenie w krytyce względem konkretnej decyzji, dotyczącej uhonorowania danego pisarza bądź pisarki. 3 października 2014 Michał Sołtysiak, prezes Fundacji Nagrody Literackiej Nike wydał oświadczenie, w którym zaznaczył, że sekretarz jury nie ma żadnego wpływu na wybór dokonywany przez jego członków. W podobnym tonie do sprawy odniosła się również Grażyna Torbicka tuż przed ogłoszeniem zwycięzcy podczas gali w Bibliotece Uniwersytetu Warszawskiego. Ostatecznie laureatem nagrody w 2014 został Karol Modzelewski.
Z jednej strony – najbardziej poważana i dostojna nagroda dla polskich literatów, z drugiej strony – nagroda wywołująca spore kontrowersje, zarówno ze względu na stojącą za nią Agorą S.A., jak też na coroczne nominacje, o których nierzadko mówi się, że bywają żartem znudzonych obradami jurorów – ma znaczący głos w zarysowywaniu pola literackiego najnowszej polskiej literatury XX/XXI wieku.
Paulina Surniak zauważa, że: przyznawana od 1997 nagroda literacka Nike za najlepszą książkę roku „Gazety Wyborczej” i Fundacji Agory bywa dość kontrowersyjna. Sam fakt, że do jednego worka wrzucane są książki różnych gatunków – powieści, prozy poetyckie, reportaże, eseje i inne – może budzić pewne obawy. W jaki sposób jury ma porównać rzeczy tak różne? Niemniej Nike pozostaje najważniejszą i najbardziej rozpoznawalną nagrodą literacką w Polsce. Swojego faworyta wybierają nie tylko jurorzy, ale także czytelnicy. Nike Czytelników ma dla wielu pisarzy jeszcze większą wartość.
Justyna Skalska w 2014 w wydawnictwie „Drugi Obieg” podniosła, że „Kolejne nominacje i rozstrzygnięcia konkursu, prowadzą do wniosku, że te już kilka razy z rzędu kłóciły się z samą ideą nagrody Nike, która pierwotnie miała być przyznawana za najlepszą polską powieść roku. Powieścią nie był ani zbiór esejów Marka Bieńczyka Książka Twarzy (Nike 2012), ani poemat prozą Mariana Pilota Pióropusz z 2011 (uznana za powieść z «nurtu chłopskiego»), ani dramat Nasza klasa Tadeusza Słobodzianka – zdobywcy nagrody w 2010 r. Dlatego nie ma już ona takiej siły oddziaływania, jaką miała na samym początku (gdy nagrodę otrzymywali tacy wybitni twórcy jak Miłosz, Myśliwski czy Barańczak)”.
Przyznanie w 2014 nagrody Nike Karolowi Modzelewskiemu za jego autobiografię – zostało odczytane jako jedyny sensowny wybór spośród najsłabszej od lat finałowej siódemki.
Jubileuszowa, 25. edycja Nagrody Literackiej Nike 2021, została określona jako starcie młodych autorów i pisarzy wieku dojrzałego, literatury głównego nurtu i literackich obrzeży oraz różnych spojrzeń na sztukę reportażu, a finałowa siódemka nagrody „Nike” 2021 – z czterema reportażami, jedną powieścią, jednym tomikiem poetyckim i jedną biografią, dla wielu – nie tylko nominowanych – okazała się zaskoczeniem.

## Zdobywcy nagrody
- 2024 – Urszula Kozioł za tom poetycki Raptularz[20]
- 2023 – Zyta Rudzka za powieść Ten się śmieje, kto ma zęby[21]
- 2022 – Jerzy Jarniewicz za tom poetycki Mondo cane[22]
- 2021 – Zbigniew Rokita za reportaż Kajś[23]
- 2020 – Radek Rak za powieść Baśń o wężowym sercu albo wtóre słowo o Jakóbie Szeli[24]
- 2019 – Mariusz Szczygieł za zbiór reportaży Nie ma
- 2018 – Marcin Wicha za zbiór esejów Rzeczy, których nie wyrzuciłem[25]
- 2017 – Cezary Łazarewicz za reportaż historyczny Żeby nie było śladów[26]
- 2016 – Bronka Nowicka za tom poetycki Nakarmić kamień
- 2015 – Olga Tokarczuk za powieść Księgi Jakubowe
- 2014 – Karol Modzelewski za autobiografię Zajeździmy kobyłę historii. Wyznania poobijanego jeźdźca[27]
- 2013 – Joanna Bator za powieść Ciemno, prawie noc
- 2012 – Marek Bieńczyk za zbiór esejów Książka twarzy
- 2011 – Marian Pilot za powieść Pióropusz
- 2010 – Tadeusz Słobodzianek za dramat Nasza klasa
- 2009 – Eugeniusz Tkaczyszyn-Dycki za tom poetycki Piosenka o zależnościach i uzależnieniach
- 2008 – Olga Tokarczuk za powieść Bieguni
- 2007 – Wiesław Myśliwski za powieść Traktat o łuskaniu fasoli
- 2006 – Dorota Masłowska za powieść Paw królowej
- 2005 – Andrzej Stasiuk za powieść Jadąc do Babadag
- 2004 – Wojciech Kuczok za powieść Gnój[28][29]
- 2003 – Jarosław Marek Rymkiewicz za tom poetycki Zachód słońca w Milanówku[30]
- 2002 – Joanna Olczak-Ronikier za książkę W ogrodzie pamięci
- 2001 – Jerzy Pilch za powieść Pod Mocnym Aniołem
- 2000 – Tadeusz Różewicz za tom poetycki Matka odchodzi
- 1999 – Stanisław Barańczak za tom poetycki Chirurgiczna precyzja[31]
- 1998 – Czesław Miłosz za zbiór Piesek przydrożny
- 1997 – Wiesław Myśliwski za powieść Widnokrąg

## Wybór czytelników
- 2024 – Wiara. Autobiografia Michała Witkowskiego[32]
- 2023 – Gdynia obiecana. Miasto, modernizm, modernizacja 1920–1939 Grzegorza Piątka[33]
- 2022 – Oni. Homoseksualiści w czasie II wojny światowej[34] Joanny Ostrowskiej[35]
- 2021 – Kajś Zbigniewa Rokity[23]
- 2020 – 27 śmierci Toby’ego Obeda Joanny Gierak-Onoszko[36]
- 2019 – Nie ma Mariusza Szczygła
- 2018 – Rzeczy, których nie wyrzuciłem Marcina Wichy
- 2017 – Dwanaście srok za ogon Stanisława Łubieńskiego
- 2016 – 1945. Wojna i pokój Magdaleny Grzebałkowskiej
- 2015 – Księgi Jakubowe Olgi Tokarczuk
- 2014 – Ości Ignacego Karpowicza
- 2013 – Morfina Szczepana Twardocha
- 2012 – Miłosz: biografia Andrzeja Franaszka
- 2011 – Dziennik 1962–1969 Sławomira Mrożka
- 2010 – Jerzy Giedroyc. Do Polski ze snu Magdaleny Grochowskiej
- 2009 – Gulasz z turula Krzysztofa Vargi
- 2008 – Bieguni Olgi Tokarczuk
- 2007 – Gottland Mariusza Szczygła
- 2006 – Dwukropek Wisławy Szymborskiej
- 2005 – Podróże z Herodotem Ryszarda Kapuścińskiego
- 2004 – Gnój Wojciecha Kuczoka
- 2003 – Wojna polsko-ruska pod flagą biało-czerwoną Doroty Masłowskiej
- 2002 – Gra na wielu bębenkach Olgi Tokarczuk
- 2001 – Pod Mocnym Aniołem Jerzego Pilcha
- 2000 – Matka odchodzi Tadeusza Różewicza
- 1999 – Dom dzienny, dom nocny Olgi Tokarczuk
- 1998 – Mitologia Greków i Rzymian Zygmunta Kubiaka
- 1997 – Prawiek i inne czasy Olgi Tokarczuk

## Nike 25-lecia
W 2021 organizowano dwudziestą piątą edycję Nagrody. Z tej okazji Gazeta Wyborcza przygotowała plebiscyt, w którym czytelnicy mogli wybrać najlepszy ich zdaniem tytuł spośród dotychczas nagrodzonych. Wygrał zbiór reportaży Nie ma Mariusza Szczygła.

## Finaliści i nominacje
2025
Nominacje:
- Agnieszka Dauksza, Ludzie nieznaczni, wyd. Karakter
- Beata Guczalska, Konrad Swinarski. Biografia ukryta, Wydawnictwo Literackie
- Magdalena Grzebałkowska, Dezorientacje. Biografia Marii Konopnickiej,  wyd. Znak
- Urszula Honek, Poltergeist, wyd. Warstwy
- Mariusz Grzebalski, Tylko kanarek widział, wyd. Warstwy
- Ignacy Karpowicz, Ludzie z nieba, Wydawnictwo Literackie
- Eliza Kącka, Wczoraj byłaś zła na zielono, wyd. Karakter
- Kora Tea Kowalska, Patrz pod nogi. O zbieraniu rzeczy, wyd. Karakter
- Weronika Kostyrko, Róża Luksemburg. Domem moim jest cały świat, wyd. Marginesy
- Hanna Krall, Jedenaście, Wydawnictwo a5
- Jul Łyskawa, Prawdziwa historia Jeffreya Watersa i jego ojców, Wydawnictwo Czarne
- Dorota Masłowska, Magiczna rana, wyd. Karakter
- Sonia Nowacka, Saros, wyd. Convivo
- Mateusz Pakuła, Skóra po dziadku, wyd. Agora
- Maria Poprzęcka, Śmierć przed obrazem, wyd. słowo/obraz terytoria
- Aneta Prymaka-Oniszk, Kamienie musiały polecieć. Wymazywana przeszłość Podlasia, Wydawnictwo Czarne
- Tomasz Różycki, Hulanki & Swawole, wydawnictwo a5
- Paweł Sołtys, Sierpień, Wydawnictwo Czarne
- Piotr Sommer, Środki do pielęgnacji chmur, WBPCiAK
- Andrzej Stasiuk, Rzeka dzieciństwa, Wydawnictwo Czarne

2024
Finaliści:
- Marzanna B. Kielar, Wilki, wyd. Znak
- Urszula Kozioł, Raptularz, Państwowy Instytut Wydawniczy
- Małgorzata Lebda, Łakome, wyd. Znak
- Cezary Łazarewicz, Na Szewskiej. Sprawa Stanisława Pyjasa, wyd. Czytelnik
- Piotr Paziński, Przebierańcy w nicości, wyd. Nisza
- Andrzej Sosnowski, Elementaże (1&2), Fundacja na rzecz Kultury i Edukacji im. Tymoteusza Karpowicza
- Michał Witkowski, Wiara. Autobiografia, wyd. Znak

Pozostali nominowani:
- Marta Abramowicz, Irlandia wstaje z kolan, Krytyka Polityczna
- Mikołaj Grynberg, Jezus umarł w Polsce, wyd. Agora
- Genowefa Jakubowska-Fijałkowska, Wiwisekcja, Instytut Mikołowski
- Natalia Judzińska, Po lewej stronie sali, Krytyka Polityczna
- Aleksander Kaczorowski, Babel. Człowiek bez losu, Wydawnictwo Czarne
- Barbara Klicka, Reneta, Wydawnictwo W.A.B.
- Joanna Kuciel-Frydryszak, Chłopki. Opowieść o naszych babkach, wyd. Marginesy
- Ewa Lipska, Wariacje Geldbergowskie, Wydawnictwo Literackie
- Renata Lis, Moja ukochana i ja, Wydawnictwo Literackie
- Dorota Masłowska, Mam tak samo jak ty, Wydawnictwo Literackie
- Anna Nasiłowska, Mrożek. Biografia, Wydawnictwo Literackie
- Ishbel Szatrawska, Toń, wyd. Cyranka
- Marek Węcowski, Tu jest Grecja. Antyk na nasze czasy, wyd. Iskry

2023
Finaliści:
- Wiktoria Bieżuńska(inne języki), Przechodząc przez próg, zagwiżdżę, wyd. Cyranka
- Anna Bikont, Cena. W poszukiwaniu żydowskich dzieci po wojnie, Wydawnictwo Czarne
- Mateusz Górniak, Trash story, Wydawnictwo Ha!art
- Grzegorz Piątek, Gdynia obiecana. Miasto, modernizm, modernizacja 1920–1939, Wydawnictwo W.A.B.
- Zyta Rudzka, Ten się śmieje, kto ma zęby, Wydawnictwo W.A.B.
- Piotr Sommer, Lata praktyki, Wojewódzka Biblioteka Publiczna i Centrum Animacji Kultury w Poznaniu
- Ilona Wiśniewska, Migot. Z krańca Grenlandii, Wydawnictwo Czarne

Pozostali nominowani
- Andrzej Bieńkowski, Trzymałem węża w garści, wyd. Prószyński i S-ka
- Konstanty Gebert, Ostateczne rozwiązania. Ludobójcy i ich dzieło, wyd. Agora
- Olga Górska, Nie wszyscy pójdziemy do raju, wyd. Drzazgi
- Sabina Jakubowska(inne języki), Akuszerki, wyd. Relacja
- Jarosław Kurski, Dziady i dybuki. Opowieść dygresyjna, wyd. Agora
- Natalia Malek, Obręcze, Wojewódzka Biblioteka Publiczna i Centrum Animacji Kultury w Poznaniu
- Tomasz S. Markiewka, Nic się nie działo. Historia życia mojej babki, Wydawnictwo Czarne
- Aleksandra Młynarczyk-Gemza, Zapiski wariatki, wyd. Znak
- Andrzej Muszyński, Dom ojców, Wydawnictwo Czarne
- Patryk Pufelski, Pawilon małych ssaków, wyd. Karakter
- Katarzyna Szaulińska, Czarna ręka, zsiadłe mleko, wyd. Filtry
- Wit Szostak, Szczelinami, wyd. Powergraph
- Małgorzata Żarów, Zaklinanie węży w gorące wieczory, Wydawnictwo Czarne

2022
Finaliści:
- Anna Cieplak, Rozpływaj się, Wydawnictwo Literackie
- Artur Domosławski, Wygnaniec. 21 scen z życia Zygmunta Baumana, wyd. Wielka Litera
- Jerzy Jarniewicz, Mondo cane, Biuro Literackie
- Joanna Ostrowska, Oni. Homoseksualiści w czasie II wojny światowej, Krytyka Polityczna
- Edward Pasewicz, Pulverkopf, wyd. Wielka Litera
- Maciej Płaza, Golem, Wydawnictwo W.A.B.
- Kacper Pobłocki, Chamstwo, Wydawnictwo Czarne

Pozostali nominowani:
- Anna Ciarkowska, Dewocje, Wydawnictwo W.A.B.
- Agnieszka Gajewska, Stanisław Lem. Wypędzony z wysokiego zamku, Wydawnictwo Literackie
- Magdalena Grzebałkowska, Wojenka. O dzieciach, które dorosły bez ostrzeżenia, wyd. Agora
- Justyna Kulikowska, gift. z Podlasia, Wojewódzka Biblioteka Publiczna i Centrum Animacji Kultury w Poznaniu
- Kira Pietrek, Czeski zeszyt, Biuro Literackie
- Bartosz Sadulski, Rzeszot, wyd. Książkowe Klimaty
- Andrzej Stasiuk, Przewóz, Wydawnictwo Czarne
- Leszek Szaruga, Mucha, wyd. Convivo
- Agnieszka Szpila, Heksy, Wydawnictwo W.A.B.
- Tymon Tymański, Sclavus, wyd. Części Proste
- Marcin Wicha, Kierunek zwiedzania, wyd. Karakter
- Przemysław Wielgosz, Gra w rasy, wyd. Karakter
- Aleksandra Zbroja, Mireczek. Patoopowieść o moim ojcu, wyd. Agora

2021
Finaliści:
- Kasper Bajon, Fuerte, Wydawnictwo Czarne
- Krzysztof Fedorowicz, Zaświaty, wyd. Wysoki Zamek
- Aleksandra Lipczak, Lajla znaczy noc, wyd. Karakter
- Grzegorz Piątek, Najlepsze miasto świata. Warszawa w odbudowie 1944–1949, Wydawnictwo W.A.B.
- Jacek Podsiadło, Podwójne wahadło, Wojewódzka Biblioteka Publiczna i Centrum Animacji Kultury w Poznaniu
- Zbigniew Rokita, Kajś, Wydawnictwo Czarne
- Monika Śliwińska, Panny z „Wesela”, Wydawnictwo Literackie

Pozostali nominowani:
- Waldemar Bawołek, Pomarli, Wydawnictwo Czarne
- Igor Jarek, Halny, wyd. Nisza
- Michał Komar, Skrywane, wyd. Czuły Barbarzyńca
- Joanna Krakowska, Odmieńcza rewolucja, wyd. Karakter
- Jerzy Kronhold, Długie spacery nad Olzą, Wydawnictwo Literackie
- Justyna Kulikowska, Tab_s, Wojewódzka Biblioteka Publiczna i Centrum Animacji Kultury w Poznaniu
- Adam Leszczyński, Ludowa historia Polski, Wydawnictwo W.A.B.
- Elżbieta Łapczyńska, Bestiariusz nowohucki, Biuro Literackie
- Stanisław Łubieński, Książka o śmieciach, wyd. Agora
- Mira Marcinów, Bezmatek, Wydawnictwo Czarne
- Edward Pasewicz, Sztuka bycia niepotrzebnym, Wojewódzka Biblioteka Publiczna i Centrum Animacji Kultury w Poznaniu
- Robert Pucek, Zastrzał albo trochę, wyd. Linia
- Bożena Umińska-Keff, Strażnicy fatum, Krytyka Polityczna

2020
Finaliści:
- Agnieszka Dauksza, Jaremianka, wyd. Znak
- Joanna Gierak-Onoszko, 27 śmierci Toby’ego Obeda, wyd. Dowody na Istnienie
- Piotr M. Majewski, Kiedy wybuchnie wojna? 1938. Studium kryzysu, Krytyka Polityczna
- Radek Rak, Baśń o wężowym sercu albo wtóre słowo o Jakóbie Szeli, wyd. Powergraph
- Paweł Piotr Reszka, Płuczki, wyd. Agora
- Monika Sznajderman, Pusty las, Wydawnictwo Czarne
- Filip Zawada, Rozdeptałem czarnego kota przez przypadek, wyd. Znak

Pozostali nominowani:
- Konrad Góra, Kalendarz majów, Biuro Literackie
- Magdalena Grochowska, W czasach szaleństwa, wyd. Agora
- Salcia Hałas, Potop, Wydawnictwo W.A.B.
- Weronika Kostyrko, Tancerka i zagłada. Historia Poli Nireńskiej, wyd. Czerwone i Czarne
- Ewa Kuryluk, Feluni, Wydawnictwo Literackie
- Ewa Lipska, Miłość w trybie awaryjnym, Wydawnictwo Literackie
- Mikołaj Łoziński, Stramer, Wydawnictwo Literackie
- Izabela Morska, Znikanie, wyd. Znak
- Tadeusz Sławek, Kafka. Życie w przestrzeni bez rozstrzygnięć, Instytut Mikołowski
- Tadeusz Sobolewski, Dziennik, Wydawnictwo W.A.B.
- Krzysztof Środa, Srebro ryb, Wydawnictwo Czarne
- Wojciech Tochman, Pianie kogutów, płacz psów, Wydawnictwo Literackie
- Adam Zagajewski, Substancja nieuporządkowana, wyd. Znak

2019
Finaliści:
- Aleksander Kaczorowski, Ota Pavel. Pod powierzchnią, Wydawnictwo Czarne
- Marcin Kołodziejczyk, Prymityw. Epopeja narodowa, wyd. Wielka Litera
- Małgorzata Rejmer, Błoto słodsze niż miód, Wydawnictwo Czarne
- Zyta Rudzka, Krótka wymiana ognia, Wydawnictwo W.A.B.
- Juliusz Strachota, Turysta polski w ZSRR, Wydawnictwo Ha!art
- Mariusz Szczygieł, Nie ma, wyd. Dowody na Istnienie
- Szczepan Twardoch, Królestwo, Wydawnictwo Literackie

Pozostali nominowani:
- Marek Bieńczyk, Kontener, wyd. Wielka Litera
- Dariusz Czaja, Gramatyka Bieli, wyd. Pasaże
- Urszula Glensk, Hirszfeldowie. Zrozumieć krew, wyd. Universitas
- Jerzy Jarniewicz, Tłumacz między innymi, Ossolineum
- Aneta Kamińska, Autoportret z martwą naturą. Ostatnie wiersze Nazara Honczara, Wojewódzka Biblioteka Publiczna i Centrum Animacji Kultury w Poznaniu
- Marcin Król, Do nielicznego grona szczęśliwych, wyd. Iskry
- Jacek Leociak, Młyny Boże. Zapiski o Kościele i Zagładzie, Wydawnictwo Czarne
- Adam Lipszyc, Czerwone listy. Eseje frankistowskie o literaturze polskiej, wyd. Austeria
- Emil Marat, Sen Kolumba, Wydawnictwo W.A.B.
- Dorota Masłowska, Inni ludzie, Wydawnictwo Literackie
- Piotr Matywiecki, Do czasu, Wydawnictwo Literackie
- Marta Podgórnik, Mordercze ballady, Biuro Literackie
- Joanna Tokarska-Bakir, Pod klątwą. Społeczny portret pogromu kieleckiego, wyd. Czarna Owca

2018
Finaliści:
- Anna Bikont, Sendlerowa. W ukryciu, Wydawnictwo Czarne
- Wojciech Bonowicz, Druga ręka, Wydawnictwo a5
- Mikołaj Grynberg, Rejwach, wyd. Nisza
- Jerzy Kronhold, Stance, wyd. Convivo
- Ewa Lipska, Pamięć operacyjna, Wydawnictwo Literackie
- Paweł Sołtys, Mikrotyki, Wydawnictwo Czarne
- Marcin Wicha, Rzeczy, których nie wyrzuciłem, wyd. Karakter

Pozostali nominowani:
- Martyna Bunda, Nieczułość, Wydawnictwo Literackie
- Anna Cieplak, Lata powyżej zera, wyd. Znak
- Andrzej Dybczak, Pan wszystkich krów, wyd. Nisza
- Olga Gitkiewicz, Nie hańbi, wyd. Dowody na Istnienie
- Weronika Gogola, Po trochu, wyd. Książkowe Klimaty
- Renata Lis, Lesbos, Wydawnictwo Sic!
- Andrzej Mencwel, Toast na progu, Wydawnictwo Literackie
- Jarosław Mikołajewski, Terremoto, wyd. Dowody na Istnienie
- Robert Rient, Duchy Jeremiego, wyd. Wielka Litera
- Remigiusz Ryziński, Foucault w Warszawie, wyd. Dowody na Istnienie
- Klementyna Suchanow, Gombrowicz. Ja, geniusz, Wydawnictwo Czarne
- Michał Witkowski, Wymazane, wyd. Znak
- Adam Zagajewski, Poezja dla początkujących, Wydawnictwo Zeszytów Literackich

2017
Finaliści:
- Radka Franczak, Serce, wyd. Marginesy
- Genowefa Jakubowska-Fijałkowska, Paraliż przysenny, Instytut Mikołowski
- Cezary Łazarewicz, Żeby nie było śladów, Wydawnictwo Czarne
- Stanisław Łubieński, Dwanaście srok za ogon, Wydawnictwo Czarne
- Jacek Podsiadło, Włos Bregueta, Wojewódzka Biblioteka Publiczna i Centrum Animacji Kultury w Poznaniu
- Monika Sznajderman, Fałszerze pieprzu, Wydawnictwo Czarne
- Krzysztof Środa, Las nie uprzedza, Wydawnictwo Czarne

Pozostali nominowani:
- Jacek Dehnel, Krivoklat, wyd. Znak
- Artur Domosławski, Wykluczeni, wyd. Wielka Litera
- Dominika Dymińska, Danke, Krytyka Polityczna
- Sławomir Elsner, Mów, Biuro Literackie
- Jacek Hugo-Bader, Skucha, wyd. Agora
- Urszula Kozioł, Ucieczki, Wydawnictwo Literackie
- Jerzy Kronhold, Skok w dal, Wydawnictwo Literackie
- Joanna Lech, Sztuczki, wyd. Nisza
- Jakub Małecki, Ślady, wyd. Sine Qua Non
- Piotr Matywiecki, Stary gmach, wyd. Więź
- Monika Muskała, Między Placem Bohaterów a Rechnitz, Wydawnictwo Ha!art
- Włodzimierz Nowak, Niemiec, wyd. Agora
- Eugeniusz Tkaczyszyn-Dycki, Nie dam ci siebie w żadnej postaci, wyd. Lokator

2016
Finaliści:
- Magdalena Grzebałkowska, 1945. Wojna i pokój, wyd. Agora
- Renata Lis, W lodach Prowansji. Bunin na wygnaniu, Wydawnictwo Sic!
- Piotr Matywiecki, Którędy na zawsze, Wydawnictwo Literackie
- Weronika Murek, Uprawa roślin południowych metodą Miczurina, Wydawnictwo Czarne
- Bronka Nowicka, Nakarmić kamień, Biuro Literackie
- Maciej Płaza, Skoruń, Wydawnictwo W.A.B.
- Ziemowit Szczerek, Tatuaż z tryzubem, Wydawnictwo Czarne

Pozostali nominowani:
- Julia Fiedorczuk, Nieważkość, wyd. Marginesy
- Łukasz Jarosz, Kardonia i Faber, Biuro Literackie
- Piotr Ibrahim Kalwas, Egipt: Haram Halal, wyd. Dowody na Istnienie
- Marcin Kącki, Białystok. Biała siła, czarna pamięć, Wydawnictwo Czarne
- Angelika Kuźniak, Stryjeńska. Diabli nadali, Wydawnictwo Literackie
- Ewa Lipska, Czytnik linii papilarnych, Wydawnictwo Literackie
- Joanna Olczak-Ronikier, Wtedy. O powojennym Krakowie, wyd. Znak
- Łukasz Orbitowski, Inna dusza, wyd. Od deski do deski
- Uta Przyboś, Prosta, wyd. Forma
- Dariusz Rosiak, Ziarno i krew, Wydawnictwo Czarne
- Żanna Słoniowska, Dom z witrażem, wyd. Znak
- Jerzy Sosnowski, Co Bóg zrobił szympansom, wyd. Wielka Litera
- Katarzyna Surmiak-Domańska, Ku Klux Klan. Tu mieszka miłość, Wydawnictwo Czarne

2015
Finaliści:
- Jacek Dehnel, Matka Makryna, Wydawnictwo W.A.B.
- Wioletta Grzegorzewska, Guguły, Wydawnictwo Czarne
- Ignacy Karpowicz, Sońka, Wydawnictwo Literackie
- Jacek Podsiadło, Przez sen, Ośrodek Brama Grodzka – Teatr NN
- Olga Tokarczuk, Księgi Jakubowe, Wydawnictwo Literackie
- Magdalena Tulli, Szum, wyd. Znak
- Szczepan Twardoch, Drach, Wydawnictwo Literackie

Pozostali nominowani:
- Sylwia Chutnik, W krainie czarów, wyd. Znak
- Magdalena Grochowska, Strzelecki, wyd. Świat Książki
- Łukasz Jarosz, Świat fizyczny, wyd. Znak
- Urszula Kozioł, Klangor, Wydawnictwo Literackie
- Michał Książek, Nauka o ptakach, Fundacja Sąsiedzi
- Andrzej Leder, Prześniona rewolucja, Krytyka Polityczna
- Piotr Nesterowicz, Cudowna, wyd. Dowody na Istnienie
- Tomasz Pietrzak, Umlauty, wyd. Forma
- Katarzyna Przyłuska-Urbanowicz, Pupilla, wyd. słowo/obraz terytoria
- Andrzej Stasiuk, Wschód, Wydawnictwo Czarne
- Eugeniusz Tkaczyszyn-Dycki, Kochanka Norwida, Biuro Literackie
- Ewa Winnicka, Angole, Wydawnictwo Czarne
- Adam Zagajewski, Asymetria, Wydawnictwo a5

2014
Finaliści:
- Brygida Helbig, Niebko, Wydawnictwo W.A.B.
- Ignacy Karpowicz, Ości, Wydawnictwo Literackie
- Karol Modzelewski, Zajeździmy kobyłę historii. Wyznania poobijanego jeźdźca, wyd. Iskry
- Jerzy Pilch, Wiele demonów, wyd. Wielka Litera
- Patrycja Pustkowiak, Nocne zwierzęta, Wydawnictwo W.A.B.
- Szymon Słomczyński, Nadjeżdża, Biuro Literackie
- Marcin Świetlicki, Jeden, wyd. EMG

Pozostali nominowani:
- Justyna Bargielska, Małe lisy, Wydawnictwo Czarne
- Wojciech Bonowicz, Echa, Biuro Literackie
- Darek Foks, Rozmowy z głuchym psem, Dom Literatury w Łodzi/Stowarzyszenie Pisarzy Polskich Oddział w Łodzi
- Wiesław Myśliwski, Ostatnie rozdanie, wyd. Znak
- Łukasz Orbitowski, Szczęśliwa ziemia, wyd. Sine Qua Non
- Jerzy Pilch, Drugi dziennik, Wydawnictwo Literackie
- Paweł Potoroczyn, Ludzka rzecz, Wydawnictwo W.A.B.
- Wacław Radziwinowicz, Gogol w czasach Google’a, wyd. Agora
- Małgorzata Rejmer, Bukareszt. Kurz i krew, Wydawnictwo Czarne
- Xawery Stańczyk, Skarb piratów, Lampa i Iskra Boża
- Andrzej Stasiuk, Nie ma ekspresów przy żółtych drogach, Wydawnictwo Czarne
- Piotr Szarota, Wiedeń 1913, wyd. słowo/obraz terytoria
- Ziemowit Szczerek, Przyjdzie Mordor i nas zje, czyli tajna historia Słowian, Wydawnictwo Ha!art

2013
Finaliści:
- Justyna Bargielska, Bach for my baby, Biuro Literackie
- Joanna Bator, Ciemno, prawie noc, Wydawnictwo W.A.B.
- Kaja Malanowska, Patrz na mnie, Klaro!, Krytyka Polityczna
- Igor Ostachowicz, Noc żywych Żydów, Wydawnictwo W.A.B.
- Maciej Sieńczyk, Przygody na bezludnej wyspie, Lampa i Iskra Boża
- Katarzyna Surmiak-Domańska, Mokradełko, Wydawnictwo Czarne
- Szczepan Twardoch, Morfina, Wydawnictwo Literackie

Pozostali nominowani:
- Sylwia Chutnik, Cwaniary, wyd. Znak
- Anna Janko, Pasja według św. Hanki, Wydawnictwo Literackie
- Urszula Kulbacka, Rdzenni mieszkańcy, Dom Literatury w Łodzi/Stowarzyszenie Pisarzy Polskich Oddział w Łodzi
- Tadeusz Lubelski, Historia niebyła kina PRL, wyd. Znak
- Zyta Oryszyn, Ocalenie Atlantydy, wyd. Świat Książki
- Zośka Papużanka, Szopka, wyd. Świat Książki
- Tomasz Pietrzak, Rekordy, wyd. Mamiko
- Jerzy Pilch, Dziennik, wyd. Wielka Litera
- Tadeusz Sobolewski, Człowiek Miron, wyd. Znak
- Małgorzata Szpakowska, „Wiadomości literackie”. Prawie dla wszystkich, Wydawnictwo W.A.B.
- Wit Szostak, Fuga, wyd. Powergraph
- Krzysztof Varga, Trociny, Wydawnictwo Czarne
- Mariusz Zawadzki, Nowy wspaniały Irak, Wydawnictwo W.A.B.

2012
Finaliści:
- Marek Bieńczyk, Książka twarzy, wyd. Świat Książki
- Krystyna Czerni, Nietoperz w świątyni. Biografia Jerzego Nowosielskiego, wyd. Znak
- Andrzej Franaszek, Miłosz. Biografia, wyd. Znak
- Filip Springer, Miedzianka. Historia znikania, Wydawnictwo Czarne
- Małgorzata Szejnert, Dom żółwia. Zanzibar, wyd. Znak
- Eugeniusz Tkaczyszyn-Dycki, Imię i znamię, Biuro Literackie
- Magdalena Tulli, Włoskie szpilki, wyd. Nisza

Pozostali nominowani:
- Jacek Dehnel, Saturn, Wydawnictwo W.A.B.
- Julia Hartwig, Gorzkie żale, Wydawnictwo a5
- Brygida Helbig, Enerdowce i inne ludzie, wyd. Forma
- Joanna Krakowska, Mikołajska. Teatr i PRL, Wydawnictwo W.A.B.
- Renata Lis, Ręka Flauberta, Wydawnictwo Sic!
- Małgorzata Łukasiewicz, Jak być artystą. Na przykładzie Thomasa Manna, wyd. Więź
- Jarosław Mikołajewski, Rzymska komedia, wyd. Agora
- Piotr Mitzner, Kropka, wyd. tCHu
- Joanna Olczak-Ronikier, Korczak. Próba biografii, Wydawnictwo W.A.B.
- Lidia Ostałowska, Farby wodne, Wydawnictwo Czarne
- Janusz Styczeń, Furia instynktu, Biuro Literackie
- Paulina Wilk, Lalki w ogniu, wyd. Carta Blanca
- Michał Witkowski, Drwal, wyd. Świat Książki

2011
Finaliści:
- Justyna Bargielska, Obsoletki, Wydawnictwo Czarne
- Joanna Bator, Chmurdalia, Wydawnictwo W.A.B.
- Ignacy Karpowicz, Balladyny i romanse, Wydawnictwo Literackie
- Sławomir Mrożek, Dziennik 1962–1969, Wydawnictwo Literackie
- Wojciech Nowicki, Dno oka, Wydawnictwo Czarne
- Marian Pilot, Pióropusz, Wydawnictwo Literackie
- Andrzej Stasiuk, Dziennik pisany później, Wydawnictwo Czarne

Pozostali nominowani:
- Jacek Bocheński, Antyk po antyku, wyd. Świat Książki
- Dariusz Czaja, Gdzieś dalej, gdzie indziej, Wydawnictwo Czarne
- Michał Głowiński, Kręgi obcości, Wydawnictwo Literackie
- Wojciech Górecki, Toast za przodków, Wydawnictwo Czarne
- Joanna Lech, Nawroty, Wojewódzka Biblioteka Publiczna i Centrum Animacji Kultury w Poznaniu
- Ewa Lipska, Pogłos, Wydawnictwo Literackie
- Daniel Odija, Kronika umarłych, Wydawnictwo W.A.B.
- Tomasz Różycki, Księga obrotów, wyd. Znak
- Jarosław Marek Rymkiewicz, Samuel Zborowski, Wydawnictwo Sic!
- Witold Szabłowski, Zabójca z miasta moreli. Reportaże z Turcji, Wydawnictwo Czarne
- Mariusz Szczygieł, Zrób sobie raj, Wydawnictwo Czarne
- Mirka Szychowiak, Jeszcze się tu pokręcę, Instytut Mikołowski
- Piotr Wierzbicki, Muzykalny kosmos, wyd. Świat Książki

2010
Finaliści:
- Jacek Dehnel, Ekran kontrolny, Biuro Literackie
- Magdalena Grochowska, Jerzy Giedroyc. Do Polski ze snu, wyd. Świat Książki
- Julia Hartwig, Jasne niejasne, Wydawnictwo a5
- Wojciech Jagielski, Nocni wędrowcy, wyd. Terra Incognita
- Janusz Rudnicki, Śmierć czeskiego psa, Wydawnictwo W.A.B.
- Tadeusz Słobodzianek, Nasza klasa. Historia w XIV lekcjach, wyd. słowo/obraz terytoria
- Piotr Sommer, Dni i noce, Biuro Literackie

Pozostali nominowani:
- Joanna Bator, Piaskowa góra, Wydawnictwo W.A.B.
- Tamara Bołdak-Janowska, Rzeczy uprzyjemniające. Utopia, Stowarzyszenie Wspólnota Kulturowa „Borussia”
- Tadeusz Dąbrowski, Czarny kwadrat, Wydawnictwo a5
- Ewa Kuryluk, Frascati, Wydawnictwo Literackie
- Piotr Matywiecki, Powietrze i czerń, Wydawnictwo Literackie
- Piotr Paziński, Pensjonat, wyd. Nisza
- Adam Poprawa, Walce wolne, walce szybkie, Wojewódzka Biblioteka Publiczna i Centrum Animacji Kultury w Poznaniu
- Ryszard Przybylski, Uśmiech Demokryta. Un presque rien, Wydawnictwo Sic!
- Anda Rottenberg, Proszę bardzo, Wydawnictwo W.A.B.
- Jan Sochoń, Intencje codzienne, Podkarpacki Instytut Książki i Marketingu
- Małgorzata Szejnert, Wyspa klucz, wyd. Znak
- Wisława Szymborska, Tutaj, wyd. Znak
- Olga Tokarczuk, Prowadź swój pług przez kości umarłych, Wydawnictwo Literackie

2009
Finaliści:
- Andrzej Bart, Fabryka muchołapek, Wydawnictwo W.A.B.
- Inga Iwasiów, Bambino, wyd. Świat Książki
- Ignacy Karpowicz, Gesty, Wydawnictwo Literackie
- Tomasz Piątek, Pałac Ostrogskich, Wydawnictwo W.A.B.
- Bohdan Sławiński, Królowa tiramisu, wyd. Czarna Owca
- Eugeniusz Tkaczyszyn-Dycki, Piosenka o zależnościach i uzależnieniach, Biuro Literackie
- Krzysztof Varga, Gulasz z turula, Wydawnictwo Czarne

Pozostali nominowani:
- Irit Amiel, Podwójny krajobraz, wyd. Prószyński i S-ka
- Sylwia Chutnik, Kieszonkowy atlas kobiet, Wydawnictwo Ha!art
- Jacek Dehnel, Balzakiana, Wydawnictwo W.A.B.
- Sławomir Elsner, Antypody, Biuro Literackie
- Jacek Gutorow, Inne tempo, Biuro Literackie
- Roman Honet, Baw się, Biuro Literackie
- Paweł Konnak, Król festynów, Instytut Mikołowski
- Artur Daniel Liskowacki, Capcarap, wyd. Forma
- Dorota Masłowska, Między nami dobrze jest, Lampa i Iskra Boża
- Jerzy Pilch, Marsz Polonia, wyd. Świat Książki
- Krystyna Sakowicz, Księga ocalonych snów, wyd. Forma
- Wojciech Stamm, Czarna matka, Wydawnictwo W.A.B.
- Bożena Umińska-Keff, Utwór o matce i ojczyźnie, Wydawnictwo Ha!art

2008
Finaliści:
- Urszula Kozioł, Przelotem, Wydawnictwo Literackie
- Piotr Matywiecki, Twarz Tuwima, Wydawnictwo W.A.B.
- Włodzimierz Nowak, Obwód głowy, Wydawnictwo Czarne
- Małgorzata Szejnert, Czarny ogród, wyd. Znak
- Bronisław Świderski, Asystent śmierci, Wydawnictwo W.A.B.
- Olga Tokarczuk, Bieguni, Wydawnictwo Literackie
- Krzysztof Varga, Nagrobek z lastryko, wyd. Czarne

Pozostali nominowani:
- Lidia Amejko, Żywoty świętych osiedlowych, Wydawnictwo W.A.B.
- Jacek Dukaj, Lód, Wydawnictwo Literackie
- Paweł Huelle, Ostatnia Wieczerza, wyd. Znak
- Jerzy Jarniewicz, Znaki firmowe, Wydawnictwo Literackie
- Ewa Lipska, Pomarańcza Newtona, Wydawnictwo Literackie
- Małgorzata Łukasiewicz, Rubryka pod różą, wyd. Znak
- Ewa Madeyska, Katoniela, Wydawnictwo Literackie
- Andrzej Mandalian, Poemat odjazdu, Wydawnictwo Sic!
- Jerzy Pilch, Pociąg do życia wiecznego, wyd. Świat Książki
- Janusz Rudnicki, Chodźcie, idziemy, Wydawnictwo W.A.B.
- Mariusz Sieniewicz, Rebelia, Wydawnictwo W.A.B.
- Andrzej Sosnowski, Po tęczy, Biuro Literackie
- Andrzej Szczeklik, Kore, wyd. Znak

2007
Finaliści:
- Maria Janion, Niesamowita Słowiańszczyzna, Wydawnictwo Literackie
- Wiesław Myśliwski, Traktat o łuskaniu fasoli, wyd. Znak
- Jerzy Pilch, Moje pierwsze samobójstwo, wyd. Świat Książki
- Tomasz Różycki, Kolonie, wyd. Znak
- Mariusz Szczygieł, Gottland, Wydawnictwo Czarne
- Marcin Świetlicki, Muzyka środka, Wydawnictwo a5
- Magdalena Tulli, Skaza, Wydawnictwo W.A.B.

Pozostali nominowani:
- Janusz Anderman, Cały czas, Wydawnictwo Literackie
- Andrzej Bart, Don Juan raz jeszcze, Wydawnictwo Literackie
- Wojciech Bonowicz, Pełne morze, Biuro Literackie
- Hubert Klimko-Dobrzaniecki, Dom Róży. Krýsuvík, wyd. Czarne
- Edward Kossoy, Na marginesie..., wyd. słowo/obraz terytoria
- Zbigniew Kruszyński, Powrót Aleksandra, Wydawnictwo Literackie
- Ewa Lipska, Drzazga, Wydawnictwo Literackie
- Mikołaj Łoziński, Reisefieber, wyd. Znak
- Karol Maliszewski, Rozproszone głosy, wyd. Prószyński i S-ka
- Andrzej Mencwel, Wyobraźnia antropologiczna, Wydawnictwa Uniwersytetu Warszawskiego
- Sławomir Mrożek, Baltazar. Autobiografia, wyd. Noir sur Blanc
- Ryszard Przybylski, Ogrom zła i odrobina dobra, Wydawnictwo Sic!
- Michał Witkowski, Fototapeta, Wydawnictwo W.A.B.

2006
Finaliści:
- Dorota Masłowska, Paw królowej, Lampa i Iskra Boża
- Piotr Matywiecki, Ta chmura powraca, Wydawnictwo Literackie
- Zbigniew Mentzel, Wszystkie języki świata, wyd. Znak
- Eustachy Rylski, Warunek, wyd. Świat Książki
- Wisława Szymborska, Dwukropek, Wydawnictwo a5
- Mariusz Wilk, Wołoka, Wydawnictwo Literackie
- Michał Witkowski, Lubiewo, Wydawnictwo Ha!art

Pozostali nominowani:
- Mieczysław Abramowicz, Każdy przyniósł, co miał najlepszego, wyd. słowo/obraz terytoria
- Ewa Graczyk, Przed wybuchem wstrząsnąć, wyd. słowo/obraz terytoria
- Jerzy Jarzębski, Prowincja Centrum, Wydawnictwo Literackie
- Aleksander Jurewicz, Popiół i wiatr, wyd. słowo/obraz terytoria
- Piotr Ibrahim Kalwas, Czas, wyd. Rosner i Wspólnicy
- Urszula Kozioł, Supliki, Wydawnictwo Literackie
- Iwona Kurz, Twarze w tłumie, wyd. Świat Literacki
- Ewa Lipska, Gdzie Indziej, Wydawnictwo Literackie
- Jacek Podsiadło, Kra, wyd. Znak
- Barbara Skarga, Kwintet metafizyczny, wyd. Universitas
- Andrzej Stasiuk, Noc, Wydawnictwo Czarne
- Piotr Sommer, Po stykach, wyd. słowo/obraz terytoria
- Adam Zagajewski, Anteny, Wydawnictwo a5

2005
Finaliści:
- Anna Bikont, My z Jedwabnego, wyd. Prószyński i S-ka
- Ryszard Kapuściński, Podróże z Herodotem, wyd. Znak
- Hanna Krall, Wyjątkowo długa linia, Wydawnictwo a5
- Ewa Kuryluk, Goldi, wyd. Twój Styl
- Tadeusz Różewicz, Wyjście, Wydawnictwo Dolnośląskie
- Andrzej Stasiuk, Jadąc do Babadag, Wydawnictwo Czarne
- Dariusz Suska, Cała w piachu, Wydawnictwo Czarne

Pozostali nominowani:
- Janusz Głowacki, Z głowy, wyd. Świat Książki
- Henryk Grynberg, Uchodźcy, wyd. Świat Książki
- Julia Hartwig, Bez pożegnania, Wydawnictwo Sic!
- Ryszard Krynicki, Kamień, szron, Wydawnictwo a5
- Jerzy Łukosz, Lenora, wyd. Prószyński i S-ka
- Michał Paweł Markowski, Czarny nurt. Gombrowicz, świat, literatura, Wydawnictwo Literackie
- Krystyna Miłobędzka, Po krzyku, Biuro Literackie
- Feliks Netz, Dysharmonia caelestis, Wydawnictwo Naukowe „Śląsk”
- Jerzy Pilch, Miasto utrapienia, wyd. Świat Książki
- Tomasz Różycki, Dwanaście stacji. Poemat, wyd. Znak
- Jarosław Marek Rymkiewicz, Słowacki. Encyklopedia, Wydawnictwo Sic!
- Paweł Śpiewak, Midrasze. Księga nad księgami, wyd. Znak
- Adam Wiedemann, Kalipso, wyd. Prószyński i S-ka

2004
Finaliści:
- Wojciech Kuczok, Gnój, Wydawnictwo W.A.B.
- Ewa Lipska, Ja, Wydawnictwo Literackie
- Daniel Odija, Tartak, Wydawnictwo Czarne
- Mieczysław Porębski, Nowosielski, Wydawnictwo Literackie
- Ryszard Przybylski, Krzemieniec, Wydawnictwo Sic!
- Magdalena Tulli, Tryby, Wydawnictwo W.A.B.
- Henryk Waniek, Finis Silesiae, Wydawnictwo Dolnośląskie

Pozostali nominowani:
- Wojciech Albiński, Kalahari, Wydawnictwo W.A.B.
- Lidia Amejko, Głośne historie, Oficyna 21
- Małgorzata Baranowska, Posłaniec uczuć. Prywatna historia pocztówki, wyd. Twój Styl
- Regina Godlewska, Małanka, wyd. Rosner i Wspólnicy
- Piotr Gruszczyński, Ojcobójcy, Wydawnictwo W.A.B.
- Henryk Grynberg[57], Monolog polsko-żydowski, Wydawnictwo Czarne
- Józef Hen, Mój przyjaciel król, wyd. Iskry
- Włodzimierz Kowalewski, Światło i lęk, Wydawnictwo W.A.B.
- Krystian Lupa, Podglądania, Wydawnictwo W.A.B.
- Andrzej Mandalian, Strzęp całunu, wyd. Czytelnik
- Marta Piwińska, Wolny myśliwy, wyd. słowo/obraz terytoria
- Mariusz Sieniewicz, Czwarte niebo, Wydawnictwo W.A.B.
- Małgorzata Szpakowska, Chcieć i mieć, Wydawnictwo W.A.B.

2003
Finaliści:
- Julia Hartwig, Błyski, Wydawnictwo Sic!
- Dorota Masłowska, Wojna polsko-ruska pod flagą biało-czerwoną, Lampa i Iskra Boża
- Czesław Miłosz, Orfeusz i Eurydyka, Wydawnictwo Literackie
- Jarosław Marek Rymkiewicz, Zachód słońca w Milanówku, Wydawnictwo Sic!
- Wisława Szymborska, Chwila, wyd. Znak
- Wojciech Tochman, Jakbyś kamień jadła, wyd. Pogranicze
- Andrzej Walicki, Rosja, katolicyzm i sprawa polska, wyd. Prószyński i S-ka

Pozostali nominowani:
- Edwin Bendyk, Zatruta studnia, Wydawnictwo W.A.B.
- Marek Bieńczyk, Oczy Dürera, Wydawnictwo Sic!
- Ewa Bieńkowska, Pisarz i los. O twórczości Gustawa Herlinga-Grudzińskiego, Wydawnictwo Zeszytów Literackich
- Natasza Goerke, 47 na odlew, wyd. Prószyński i S-ka
- Jacek Hugo-Bader, W rajskiej dolinie wśród zielska, wyd. Prószyński i S-ka
- Wojciech Jagielski, Modlitwa o deszcz, Wydawnictwo W.A.B.
- Marek Koterski, Dzień świra, wyd. Świat Literacki
- Monika Milewska, Ocet i łzy, wyd. słowo/obraz terytoria
- Czesław Miłosz, Druga przestrzeń, wyd. Znak
- Tadeusz Różewicz, Szara strefa, Wydawnictwo Dolnośląskie
- Andrzej Sapkowski, Narrenturm, wyd. Świat Książki
- Joanna Siedlecka, Pan od poezji. O Zbigniewie Herbercie, wyd. Prószyński i S-ka
- Anna Sobolewska, Cela. Odpowiedź na zespół Downa, Wydawnictwo W.A.B.

2002
Finaliści:
- Julia Hartwig, Nie ma odpowiedzi, Wydawnictwo Sic!
- Krystian Lupa, Labirynt, Wydawnictwo W.A.B.
- Joanna Olczak-Ronikier, W ogrodzie pamięci, wyd. Znak
- Tadeusz Różewicz, Nożyk profesora, Wydawnictwo Dolnośląskie
- Marcin Świetlicki, Czynny do odwołania, wyd. Czarne
- Olga Tokarczuk, Gra na wielu bębenkach, wyd. Ruta
- Krzysztof Varga, Tequila, wyd. Czarne

Pozostali nominowani:
- Bronisław Baczko, Hiob, mój przyjaciel. Obietnice szczęścia i nieuchronność cierpienia, Wydawnictwo Naukowe PWN
- Wojciech Bonowicz, Tischner, wyd. Znak
- Janusz Głowacki, Ostatni cieć, wyd. Czytelnik
- Agnieszka Graff, Świat bez kobiet, Wydawnictwo W.A.B.
- Manuela Gretkowska, Polka, Wydawnictwo W.A.B.
- Karolina Lanckorońska, Wspomnienia wojenne, wyd. Znak
- Jacek Łukasiewicz, Herbert, Wydawnictwo Dolnośląskie
- Marek Nowakowski, Empire, wyd. Twój Styl
- Marian Pankowski, W stronę miłości, Ossolineum
- Jarosław Marek Rymkiewicz, Leśmian. Encyklopedia, Wydawnictwo Sic!
- Andrzej Stasiuk, Zima, Wydawnictwo Czarne
- Stefan Szymutko, Nagrobek ciotki Cili, Wydawnictwo Uniwersytetu Śląskiego
- Bożena Umińska-Keff, Postać z cieniem. Portrety żydówek w polskiej literaturze, Wydawnictwo Sic!

2001
Finaliści:
- Kinga Dunin, Karoca z dyni, Wydawnictwo Sic!
- Jan Tomasz Gross, Sąsiedzi. Historia zagłady żydowskiego miasteczka, wyd. Pogranicze
- Henryk Grynberg, Memorbuch, Wydawnictwo W.A.B.
- Artur Daniel Liskowacki, Eine kleine, wyd. Forma
- Jerzy Pilch, Pod mocnym Aniołem, Wydawnictwo Literackie
- Piotr Szewc, Zmierzchy i poranki, Wydawnictwo Literackie
- Wojciech Tochman, Schodów się nie pali, wyd. Znak

Pozostali nominowani:
- Zygmunt Bauman, Ponowoczesność jako źródło cierpień, Wydawnictwo Sic!
- Michał Głowiński, Dzień Ulissesa i inne szkice na tematy niemitologiczne, Wydawnictwo Literackie
- Anna Janko, Świetlisty cudzoziemiec, wyd. Prószyński i S-ka
- Włodzimierz Kowalewski, Bóg zapłacz!, Wydawnictwo W.A.B.
- Małgorzata Kowalska, Dialektyka poza dialektyką. Od Battaile’a do Derridy, wyd. Aletheia
- Czesław Miłosz, To, wyd. Znak
- Marian Pankowski, Z Auszwicu do Belsen, wyd. Czytelnik
- Anna Podczaszy, Danc, Biuro Literackie
- Danuta Sosnowska, Seweryn Goszczyński: Biografia Duchowa, wyd. Leopoldinum
- Andrzej Stasiuk, Tekturowy samolot, Wydawnictwo Czarne
- Dariusz Suska, Wszyscy nasi drodzy zakopani, Wydawnictwo Czarne
- Tomasz Szarota, U progu zagłady, Wydawnictwo Sic!
- Andrzej Turczyński, Znużenie, wyd. Czytelnik

2000
Finaliści:
- Andrzej Czcibor-Piotrowski, Rzeczy nienasycone, Wydawnictwo W.A.B.
- Wilhelm Dichter, Szkoła bezbożników, wyd. Znak
- Krystyna Kłosińska, Ciało, pożądanie, ubranie, wyd. eFKa
- Ryszard Przybylski, Rozhukany koń. Esej o myśleniu Juliusza Słowackiego, Wydawnictwo Sic!
- Tadeusz Różewicz, Matka odchodzi, Wydawnictwo Dolnośląskie
- Jarosław Marek Rymkiewicz, Znak niejasny, baśń półżywa, Państwowy Instytut Wydawniczy
- Adam Zagajewski, Pragnienie, Wydawnictwo a5

Pozostali nominowani:
- Irit Amiel, Osmaleni, wyd. Czuły Barbarzyńca
- Małgorzata Baranowska, Prywatna historia poezji, Wydawnictwo Sic!
- Marek Bieńczyk, Tworki, Wydawnictwo Sic!
- Stefan Bratkowski, Pan Nowogród Wielki: prawdziwe narodziny Rusi, Krajowa Agencja Wydawnicza
- Julia Hartwig, Zobaczone, Wydawnictwo a5
- Jacek Podsiadło, Wychwyt Grahama, Lampa i Iskra Boża
- Tymoteusz Karpowicz, Słoje zadrzewne, Wydawnictwo Dolnośląskie
- Marzanna Bogumiła Kielar, Materia prima, wyd. Obserwator
- Zbigniew Kruszyński, Na lądach i morzach, Wydawnictwo W.A.B.
- Wojciech Kuczok, Opowieści słychane, wyd. Zielona Sowa
- Włodzimierz Odojewski, Oksana, wyd. Twój Styl
- Piotr Piotrowski, Znaczenia modernizmu. W stronę historii sztuki polskiej po 1945 roku, wyd. Rebis
- Sławomira Walczewska, Damy, rycerze, feministki, wyd. eFKa

1999
Finaliści:
- Stanisław Barańczak, Chirurgiczna precyzja, Wydawnictwo a5
- Jerzy Pilch, Bezpowrotnie utracona leworęczność, Wydawnictwo Literackie
- Ryszard Przybylski, Baśń zimowa: esej o starości, Wydawnictwo Sic!
- Tadeusz Różewicz, Zawsze fragment. Recycling, Wydawnictwo Dolnośląskie
- Olga Tokarczuk, Dom dzienny, dom nocny, wyd. Ruta
- Magdalena Tulli, W czerwieni, Wydawnictwo W.A.B.
- Adam Zagajewski, W cudzym pięknie, Wydawnictwo a5

Pozostali nominowani:
- Marek Bieńczyk, Melancholia. O tych, co nigdy nie odnajdą straty, Wydawnictwo Sic!
- Andrzej Franaszek, Ciemne źródło. O twórczości Zbigniewa Herberta, wyd. Puls
- Michał Głowiński, Czarne sezony, wyd. Open
- Józef Hen, Błazen – wielki mąż: opowieść o Tadeuszu Boyu-Żeleńskim, wyd. Iskry
- Andrzej Stanisław Kowalczyk, Pan Petlura?, wyd. Open
- Hanna Krall, Tam już nie ma żadnej rzeki, Wydawnictwo a5
- Antoni Libera, Madame, wyd. Znak
- Zbigniew Majchrowski, Cela Konrada: powracając do Mickiewicza, wyd. słowo/obraz terytoria
- Jacek Podsiadło, Niczyje, boskie, wyd. Brulion
- Bronisław Świderski, Słowa obcego, wyd. Znak
- Marcin Świetlicki, Pieśni profana, Wydawnictwo Czarne
- Adam Wiedemann, Sęk Pies Brew, Wydawnictwo W.A.B.
- Mariusz Wilk, Wilczy Notes, wyd. słowo/obraz terytoria

1998
Finaliści:
- Henryk Grynberg, Drohobycz, Drohobycz, Wydawnictwo W.A.B.
- Gustaw Herling-Grudziński, Gorący oddech pustyni, wyd. Czytelnik
- Irena Jurgielewiczowa, Byłam, byliśmy, wyd. Akapit Press
- Zygmunt Kubiak, Mitologia Greków i Rzymian, wyd. Świat Książki
- Czesław Miłosz, Piesek przydrożny, wyd. Znak
- Jerzy Pilch, Tezy o głupocie, piciu i umieraniu, wyd. Puls
- Tadeusz Różewicz, Kartoteka rozrzucona

Pozostali nominowani:
- Teresa Bogucka, Polak po komunizmie, wyd. Znak
- Włodzimierz Bolecki, Rozmowy w Dragonei, wyd. Szpak
- Wojciech Eichelberger, Kobieta bez winy i wstydu, wyd. Do
- Małgorzata Holender, Klinika lalek, Wydawnictwo Szafa
- Włodzimierz Kowalewski, Powrót do Brietenheide, Wydawnictwo W.A.B.
- Czesław Miłosz, Życie na wyspach, wyd. Znak
- Mieczysław Porębski, Deska, Murator
- Stefan Rieger, Glenn Gould, czyli sztuka fugi, wyd. słowo/obraz terytoria
- Barbara Skarga, Tożsamość i różnica. Eseje metafizyczne, wyd. Znak
- Andrzej Sosnowski, Stancje, Stowarzyszenie Literackie Kresy
- Andrzej Stasiuk, Dukla, Wydawnictwo Czarne
- Adam Wiedemann, Wszędobylstwo porządku, wyd. Zielona Sowa
- Alina Witkowska, Cześć i skandale. O emigracyjnym doświadczeniu Polaków, wyd. słowo/obraz terytoria

1997
Finaliści:
- Wilhelm Dichter, Koń Pana Boga, wyd. Znak
- Michał Głowiński, Mowa w stanie oblężenia, wyd. Open
- Zbigniew Kruszyński, Szkice historyczne, nakład własny
- Wiesław Myśliwski, Widnokrąg, wyd. Muza
- Tadeusz Różewicz, Zawsze fragment, Wydawnictwo Dolnośląskie
- Olga Tokarczuk, Prawiek i inne czasy, Wydawnictwo W.A.B.
- Andrzej Walicki, Marksizm i skok do królestwa wolności. Dzieje komunistycznej utopii, Wydawnictwo Naukowe PWN

### Najczęściej nominowani (w latach 1997–2025)
- 10-krotnie – Jerzy Pilch, Andrzej Stasiuk
- 9-krotnie – Ewa Lipska
- 7-krotnie – Tadeusz Różewicz
- 6-krotnie – Julia Hartwig, Dorota Masłowska, Piotr Matywiecki, Jacek Podsiadło, Olga Tokarczuk, Adam Zagajewski
- 5-krotnie – Marek Bieńczyk, Jacek Dehnel, Ignacy Karpowicz, Urszula Kozioł, Czesław Miłosz, Ryszard Przybylski, Jarosław Marek Rymkiewicz, Magdalena Tulli, Michał Witkowski
- 4-krotnie – Wojciech Bonowicz, Michał Głowiński, Henryk Grynberg, Renata Lis, Tomasz Różycki, Piotr Sommer, Marcin Świetlicki, Eugeniusz Tkaczyszyn-Dycki, Krzysztof Varga
- 3-krotnie – Justyna Bargielska, Joanna Bator, Anna Bikont, Sylwia Chutnik, Magdalena Grochowska, Magdalena Grzebałkowska, Jerzy Jarniewicz, Włodzimierz Kowalewski, Hanna Krall, Jerzy Kronhold, Zbigniew Kruszyński, Ewa Kuryluk, Wiesław Myśliwski, Joanna Olczak-Ronikier, Andrzej Sosnowski, Małgorzata Szejnert, Wisława Szymborska, Wojciech Tochman, Szczepan Twardoch, Bożena Umińska-Keff, Adam Wiedemann

### Kilkukrotni laureaci nagrody głównej (w latach 1997–2024)
- 2-krotni – Wiesław Myśliwski, Olga Tokarczuk

### Kilkukrotni laureaci wyboru czytelników (w latach 1997–2024)
- 5-kroni – Olga Tokarczuk
- 2-krotni – Mariusz Szczygieł

### Laureaci nagrody głównej i wyboru czytelników w tym samym roku (w latach 1997–2024)
- 2021 – Zbigniew Rokita za reportaż Kajś
- 2019 – Mariusz Szczygieł za zbiór reportaży Nie ma
- 2018 – Marcin Wicha za zbiór esejów Rzeczy, których nie wyrzuciłem
- 2015 – Olga Tokarczuk za powieść Księgi Jakubowe
- 2008 – Olga Tokarczuk za powieść Bieguni
- 2004 – Wojciech Kuczok za powieść Gnój
- 2001 – Jerzy Pilch za powieść Pod Mocnym Aniołem
- 2000 – Tadeusz Różewicz za tom poetycki Matka odchodzi

## Jury
- 2025 – Witold Bereś, Justyna Jaworska (przewodnicząca), Radosław Romaniuk, Katarzyna Sawicka-Mierzyńska, Krzysztof Siwczyk, Anna Arno, Bogdan Białek, Andrzej Brzeziecki, Zbigniew Mentzel[58].
- 2024 – Witold Bereś, Marek Beylin, Justyna Jaworska, Maria Anna Potocka, Radosław Romaniuk, Katarzyna Sawicka-Mierzyńska, Krzysztof Siwczyk (przewodniczący jury), Maria Topczewska oraz Maria Zmarz-Koczanowicz[59].
- 2023 – Inga Iwasiów (przewodnicząca), Marek Beylin, Przemysław Czapliński, Justyna Jaworska, Tadeusz Nyczek, Masza Potocka, Krzysztof Siwczyk, Maria Topczewska oraz Maria Zmarz-Koczanowicz[42].
- 2022 – Marek Beylin, Przemysław Czapliński (przewodniczący), Inga Iwasiów, Iwona Kurz, Tadeusz Nyczek, Magdalena Piekara, Szymon Rudnicki, Maria Topczewska oraz Maria Zmarz-Koczanowicz[60].
- 2021 – Teresa Bogucka, Przemysław Czapliński, Maryla Hopfinger, Inga Iwasiów (przewodnicząca), Dariusz Kosiński, Iwona Kurz, Tadeusz Nyczek, Magdalena Piekara(inne języki), Szymon Rudnicki[45].
- 2020 – Teresa Bogucka, Agata Dowgird, Maryla Hopfinger, Dariusz Kosiński, Iwona Kurz, Anna Nasiłowska, Magdalena Piekara, Paweł Próchniak (przewodniczący), Szymon Rudnicki[61].
- 2019 – Teresa Bogucka, Agata Dowgird, Maryla Hopfinger, Dariusz Kosiński, Anna Nasiłowska, Antoni Pawlak, Paweł Próchniak, Joanna Szczęsna i Marek Zaleski (przewodniczący)[62].
- 2018 – Agata Dowgird, Joanna Krakowska, Anna Nasiłowska, Antoni Pawlak, Paweł Próchniak, Paweł Rodak, Joanna Szczęsna, Andrzej Werner, Marek Zaleski[63].
- 2017 – Tomasz Fiałkowski (przewodniczący), Joanna Krakowska, Antoni Pawlak, Maria Anna Potocka, Paweł Rodak, Joanna Szczęsna, Andrzej Werner, Marek Zaleski, Maria Zmarz-Koczanowicz.
- 2016 – Tomasz Fiałkowski (przewodniczący), Irena Grudzińska-Gross, Rafał Marszałek, Stanisław Obirek, Maria Anna Potocka, Paweł Rodak, Andrzej Werner i Maria Zmarz-Koczanowicz[64].
- 2015 – Piotr Bratkowski, Tomasz Fiałkowski, Mikołaj Grabowski, Irena Grudzińska-Gross, Ryszard Koziołek (przewodniczący), Rafał Marszałek, Stanisław Obirek, Maria Anna Potocka, Maria Zmarz-Koczanowicz.
- 2014 – Marek Beylin, Piotr Bratkowski, Mikołaj Grabowski, Irena Grudzińska-Gross, Ryszard Koziołek, Rafał Marszałek, Tadeusz Nyczek (przewodniczący), Stanisław Obirek, Maria Poprzęcka.
- 2013 – Marek Beylin, Przemysław Czapliński, Jan Gondowicz, Mikołaj Grabowski, Inga Iwasiów, Ryszard Koziołek, Tadeusz Nyczek (przewodniczący), Maria Poprzęcka, Joanna Tokarska-Bakir.
- 2012 – Marek Beylin, Przemysław Czapliński, Jan Gondowicz, Inga Iwasiów, Ryszard Koziołek, Tadeusz Nyczek (przewodniczący), Adam Pomorski, Maria Poprzęcka, Iwona Smolka.
- 2011 – Edward Balcerzan, Grażyna Borkowska (przewodnicząca), Przemysław Czapliński, Tomasz Fiałkowski, Jan Gondowicz, Inga Iwasiów, Adam Pomorski, Iwona Smolka, Joanna Tokarska-Bakir.
- 2010 – Edward Balcerzan, Grażyna Borkowska (przewodnicząca), Tadeusz Bradecki, Kinga Dunin, Tomasz Fiałkowski, Marcin Król, Adam Pomorski, Iwona Smolka, Joanna Tokarska-Bakir.
- 2009 – Edward Balcerzan, Tadeusz Bartoś, Grażyna Borkowska (przewodnicząca), Tadeusz Bradecki, Kinga Dunin, Tomasz Fiałkowski, Marcin Król, Dariusz Nowacki, Marta Wyka.
- 2008 – Tadeusz Bartoś, Tadeusz Bradecki, Tadeusz Drewnowski, Kinga Dunin, Marcin Król, Dariusz Nowacki, Marian Stala, Małgorzata Szpakowska (przewodnicząca), Marta Wyka.
- 2007 – Tadeusz Bartoś, Henryk Bereza, Izabella Cywińska, Tadeusz Drewnowski, Dariusz Nowacki, Marian Stala, Małgorzata Szpakowska (przewodnicząca), Marta Wyka, Marek Zaleski.
- 2006 – Henryk Bereza, Izabella Cywińska, Tadeusz Drewnowski, Andrzej Makowiecki, Marian Stala, Tadeusz Sobolewski, Małgorzata Szpakowska (przewodnicząca), Piotr Wierzbicki, Marek Zaleski.
- 2005 – Henryk Bereza, Lidia Burska, Izabella Cywińska, Andrzej Franaszek, Andrzej Makowiecki, Wacław Oszajca, Tadeusz Sobolewski, Piotr Wierzbicki, Marek Zaleski.
- 2004 – Lidia Burska, Andrzej Franaszek, Maria Janion, Kazimierz Kutz, Andrzej Makowiecki, Wacław Oszajca, François Rosset, Tadeusz Sobolewski, Piotr Wierzbicki.
- 2003 – Stanisław Bereś, Lidia Burska, Stefan Chwin, Maria Janion, Jerzy Jarzębski, Kazimierz Kutz, Wacław Oszajca, François Rosset, Joanna Szczepkowska.
- 2002 – Stanisław Bereś, Jolanta Brach-Czaina, Piotr Bratkowski, Stefan Chwin, Maria Janion, Jerzy Jarzębski, Kazimierz Kutz, Stanisław Musiał, François Rosset.
- 2001 – Erwin Axer, Stanisław Bereś, Jolanta Brach-Czaina, Piotr Bratkowski, Stefan Chwin, Przemysław Czapliński, Maria Janion, Jerzy Jarzębski, Stanisław Musiał.
- 2000 – Erwin Axer, Stanisław Bereś, Jan Błoński, Jolanta Brach-Czaina, Piotr Bratkowski, Stefan Chwin, Przemysław Czapliński, Maria Janion, Stanisław Musiał, Henryk Samsonowicz,
- 1999 – Stanisław Bereś, Jan Błoński, Piotr Bratkowski, Stefan Chwin, Przemysław Czapliński, Maria Janion, Henryk Samsonowicz.
- 1998 i 1997 – Stanisław Bereś, Jan Błoński, Piotr Bratkowski, Stefan Chwin, Przemysław Czapliński, Maria Janion, Ryszard Kapuściński, Henryk Samsonowicz, Józef Tischner.